# Jüdischer Friedhof (Horn)

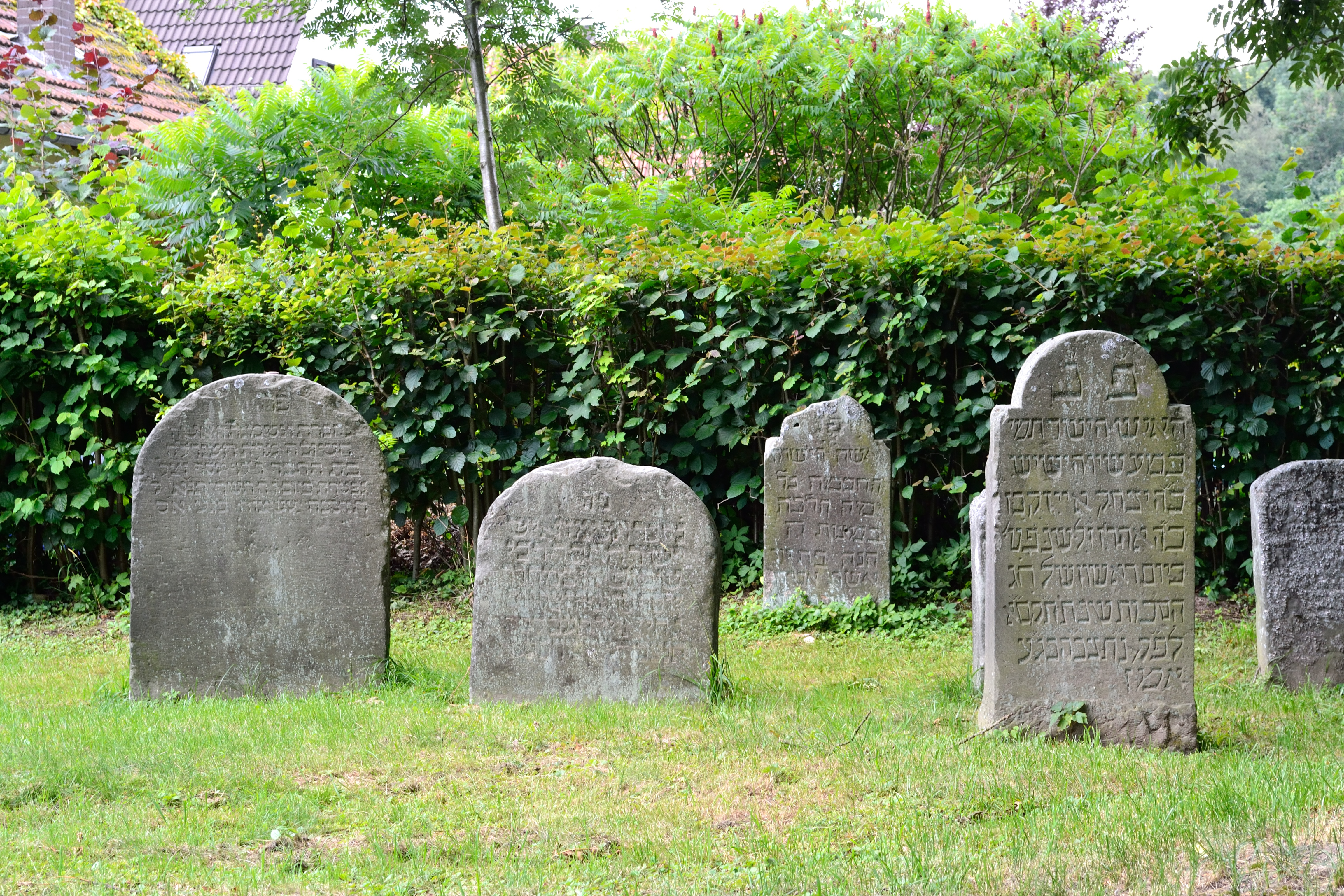
Jüdischer Friedhof Horn

Der Jüdische Friedhof in Horn war die Begräbnisstätte für die Juden in Horn, Bad Meinberg und umliegenden Dörfern. Der Friedhof an der Paderborner Straße ist seit dem 25. April 1995 in der Liste der Baudenkmäler in Horn-Bad Meinberg eingetragen.

## Charakteristik
Das Alter des Friedhofs lässt sich nicht sicher belegen, wahrscheinlich wurde er aber bereits vor 1850 angelegt. Das 1159 m² große Grundstück ist von einer niedrigen Hecke umgeben, auf ihm befinden sich noch 108 Grabsteine, der jüngste davon für den am 22. Januar 1939 verstorbenen Jakob Hirschfeld.